# كرايغ كوهن (مقدم برامج إذاعية)
كرايغ كوهن (بالإنجليزية: Craig Cohen)‏ هو مقدم برامج إذاعية أمريكي، ولد في 1972.